# Papists Act del 1715
Il Papists Act 1715 (1 Geo. 1. St. 2. c. 55) è stato un atto del Parlamento della Gran Bretagna. La legge richiedeva ai cattolici romani che non prestavano giuramento di fedeltà di registrare le loro proprietà.

## Contenuto
La legge fu approvata dal Parlamento britannico in seguito alla Rivolta giacobita del 1715. Il preambolo della legge affermava che tale legge era necessaria perché i cattolici avevano complottato per la "distruzione di questo regno e l'estirpazione della religione protestante" nonostante la "tenera considerazione" che il re, Giorgio I, aveva dimostrato nella mancata applicazione delle numerose leggi penali contro di loro. Si affermò, inoltre, che "tutta o la maggior parte" della popolazione cattolica aveva "fomentato e sostenuto la tardiva e innaturale ribellione per detronizzare e assassinare Sua Santissima Maestà; per insediare un pretendente papista sul trono di questo regno; per la distruzione della religione protestante e il crudele assassinio e massacro dei suoi professori". Pertanto, proseguiva la legge, i cattolici sono "nemici di Sua Maestà e dell'attuale felice istituzione", i quali "vagliano ogni opportunità per fomentare e suscitare nuove ribellioni e disordini all'interno del Regno e per invitare gli stranieri a invaderlo".
La legge ordinava ed assicurava che i giudici di pace prestassero giuramento di fedeltà, supremazia e atto di abiura nei confronti di tutti i cattolici confermati e anche solo quelli sospetti. Nel caso in cui qualche cattolico non avesse prestato giuramento entro la scadenza prestabilita, era tenuto a firmare un registro che riportava informazioni sui suoi beni. Questa condizione aveva lo scopo di facilitare una tassa discriminatoria a danno dei cattolici dato che, affermava la legge, avrebbero dovuto pagare "una quota importante a tutte le spese straordinarie che sono e saranno portate su questo Regno dal loro tradimento e istigazione". La rendita annua complessiva delle proprietà registrate ammontò infine a £ 400.000.